# Tom Brake
Thomas Anthony Brake dit Tom Brake, né le 6 mai 1962 à Melton Mowbray, est un homme politique britannique, membre des Libéraux-démocrates.

## Biographie
Tom Brake est consultant dans le domaine des logiciels.
En 1997, après un premier échec en 1992, Tom Brake est élu à la Chambre des communes du Royaume-Uni dans la circonscription de Carshalton and Wallington. Il est souvent réélu de justesse devant le Parti conservateur : avec environ 1 000 voix d'avance en 2005, 5 000 en 2010 et 1 500 en 2015. Après ces élections, il est le dernier député libéral-démocrate de la capitale britannique,.
En 2017, sa réélection n'est pas assurée, sa circonscription étant l'une des rares de la région de Londres à avoir voté pour le Brexit,,. Il est cependant réélu avec 2,7 points d'avance sur son rival conservateur, soit 1 369 bulletins. Il est finalement battu lors des élections générales de 2019, étant devancé par le conservateur Elliot Colburn de 629 voix.